# Dorfkirche Hohenlandin

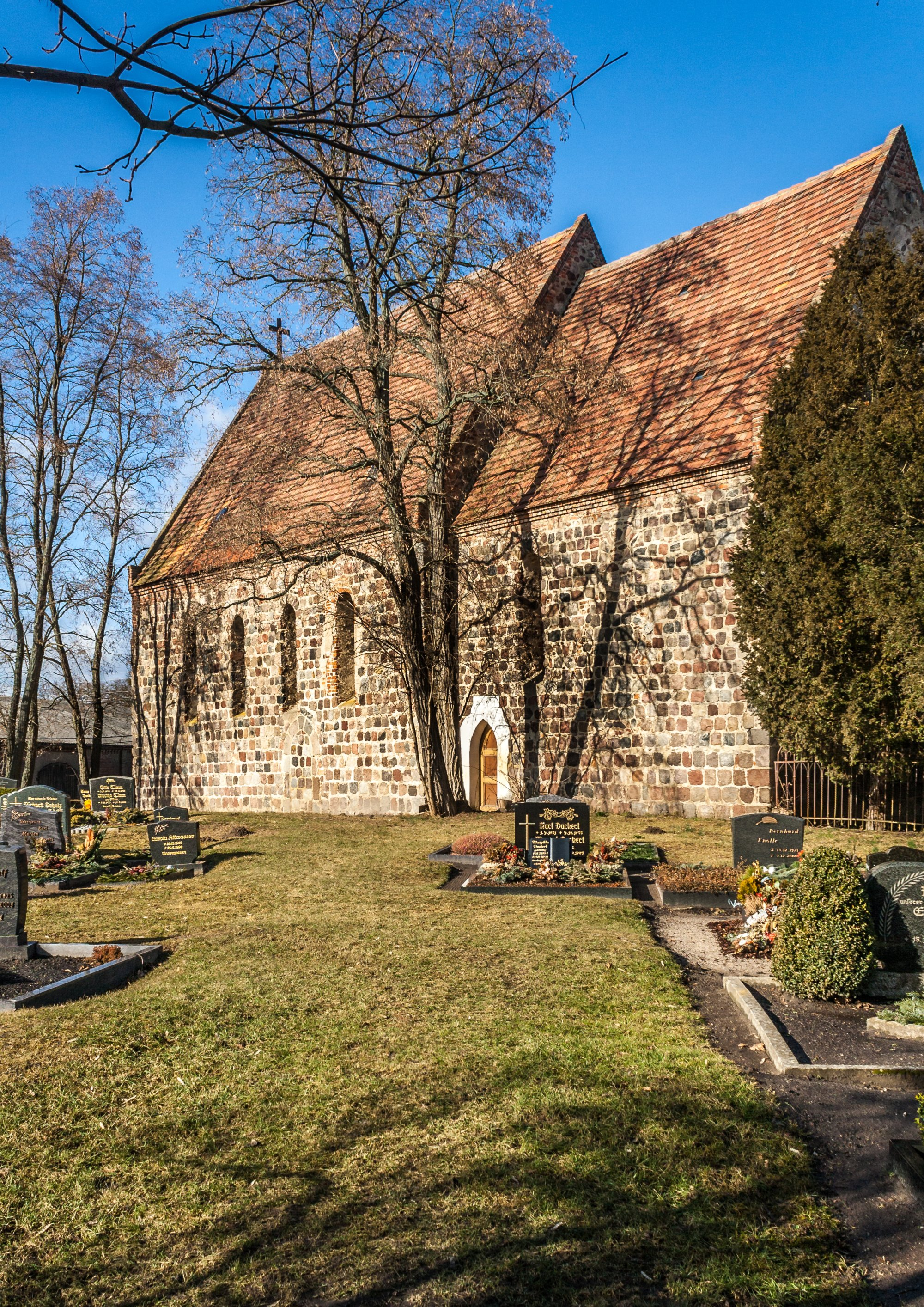
Dorfkirche Hohenlandin

Die evangelische Dorfkirche Hohenlandin ist eine gotische Saalkirche im Wohnplatz Hohenlandin des Ortsteils Landin von Schwedt/Oder im Landkreis Uckermark in Brandenburg. Sie gehört zur Kirchengemeinde Schwedt im Kirchenkreis Uckermark der Evangelischen Kirche Berlin-Brandenburg-schlesische Oberlausitz.

## Lage
Der erhöht liegende Kirchhof befindet sich im südlichen Teil des Dorfs, nördlich der Dorfstraße. Das bis heute als Begräbnisstätte genutzte Gelände ist ringsum von einer Feldsteinmauer des 18./19. Jahrhunderts umgeben.
Hohenlandin wird 1439 erstmals als Kirchdorf erwähnt. Der Ort gehörte zum Bistum Brandenburg, Sedes Angermünde. 1543 ist Hohenlandin als Mutterkirche von Niederlandin verzeichnet, jedoch wohnte der Pfarrer damals in Niederlandin. Die vier Pfarrhufen in Hohenlandin bewirtschaftete ein Bauer. Im Jahr 1600 wurden Hohen- und Niederlandin von Schönermark aus kirchlich betreut. Ab 1689 befand sich der Pfarrsitz ständig in Hohenlandin; Niederlandin blieb Tochtergemeinde, später kamen Passow (1841) und Stendell (1860) hinzu. Ab 1957 wurde Hohenlandin zunächst vom Pfarramt Criewen, dann bis 1965 vom Pfarramt Schwedt versorgt. Das Patronat übten um 1600 jeweils zur Hälfte die Familien von Wichmannsdorf und von Biesenbrow aus, seit 1691 dann der jeweilige Gutsherr, zuletzt die »Müllerschen Erben«.

## Baugeschichte
Die Kirche entstand in der zweiten Hälfte des 13. Jahrhunderts als Feldsteinquaderbau mit eingezogenem Rechteckchor. Überkommene Teile einer aus acht Stützen bestehenden Turmunterkonstruktion sprechen dafür, dass sie nach dendrochronologischer Datierung in den Jahren 1529/30 (d) über dem Westgiebel einen Turm erhielt. Weitere Veränderungen im ausgehenden Mittelalter lassen sich außerdem anhand zweier erhaltener Schnitzfiguren annehmen; sie waren wohl Teil eines damals in der Kirche neu aufgestellten Retabels (siehe unten). Ob das Bauwerk im Dreißigjährigen Krieg größere Schäden erlitt, ist unbekannt. Die heute am äußeren Mauerwerk ablesbaren Veränderungen erfolgten vermutlich im Zuge nicht näher bekannter Baumaßnahmen ab dem späten 17. oder sogar erst im 18. Jahrhundert.
Dabei wurden unter anderem einige der hoch sitzenden Fensteröffnungen verlängert und die Portale der Schiffsnord- und -südseite vermauert. Außerdem wurde das Mittelfenster der Ostseite korbbogig vergrößert und an der Chorsüdseite anstelle des östlichen Fensters ein Zugang zur damals noch vorhandenen Patronatsloge angelegt. Zum Abriss der Sakristei kam es erst nach 1822 (in Zusammenhang mit dem Parkplan von Lenné). Für 1891 sind die Errichtung eines neuen Westgiebels aus Ziegelmauerwerk und eines Turmaufsatzes in neogotischen Formen belegt; vermutlich sind damals auch die Veränderungen am Chor (Scheitelfenster, Logenzugang) zurückgebaut worden. Im Jahr 1944 führte ein Blitzschlag zu schweren Zerstörungen am Bauwerk. Im Frühjahr 1945 wurden zudem Teile des Dachstuhls und des Turms von der Wehrmacht zum Stellungsausbau abgetragen. Der Wiederaufbau erfolgte in den Jahren 1951–1957; wahrscheinlich ging dabei ein noch 1934 erwähnter gemalter Fries aus Bändern und kreisförmigen Verschlingungen am Traufgesims verloren. Auf eine Rekonstruktion des alten oder die Ausführung eines neuen Turms musste die Gemeinde damals aus Kostengründen verzichten.

## Beschreibung
Die schlichte Saalkirche besteht aus dem Schiff (ca. 14,5 × 10 m) und dem eingezogenen, etwas niedrigeren Rechteckchor (ca. 8,5 × 7 m); beide mit 1951/55 erneuertem Satteldach. Das regelmäßige, an den Ecken betont sorgfältig ausgeführte Quadermauerwerk der Entstehungszeit ist überwiegend erhalten. Die Längsseiten des Schiffs sind durch je vier Lanzettfenster der Bauzeit gegliedert, die nachträglich um etwa 4–5 Steinlagen nach unten verlängert wurden; außerdem durch jeweils ein jetzt zugesetztes Spitzbogenportal; der Portalbogen ist mittels Begleitschicht akzentuiert. Ein drittes Spitzbogenportal befindet sich an der Westseite des Schiffs; hier wurde die Eingangsöffnung nachträglich verkleinert und wenig passend mit breiter Zementputzrahmung versehen. Über dem Westportal ist in Traufhöhe ein Rundfenster angeordnet. Der Westgiebel erhielt bei der Wiederherstellung nach 1951 drei gestaffelte spitzbogige Schallöffnungen. Als Giebelbekrönung dient heute ein schlichtes Kreuz.
Der Chor besaß an der Südseite ursprünglich zwei schmale, hochsitzende Fenster; davon ist das westliche erhalten, das östliche wurde hingegen später zugesetzt, sein Laibungsbogen im Mauerwerk ist aber gut zu erkennen.
Außerdem ist im westlichen Wandbereich, nahe dem Schiff, eine spitzbogige Priesterpforte, ebenfalls mit breiter Zementputzrahmung eingelassen. Auf der Chornordseite ist der regelmäßige Quaderverband gestört. Im westlichen Wandbereich ist hier ein wohl im Spätmittelalter neu entstandenes Spitzbogenfenster mit Backsteinlaibung eingelassen, im östlichen deuten die Spuren auf den früher dort vorhandenen Sakristeianbau hin. Weitgehend im ursprünglichen Zustand ist die Ostseite des Chores. Sie weist eine Gruppe aus drei gleichhohen Spitzbogenfenstern auf, das Giebelfeld darüber ist durch drei Spitzbogenblenden gegliedert. In der leicht überhöhten Mittelblende sitzt ein Rundfenster mit Backsteinlaibung, in der Giebelspitze eine etwa gleich große Rundblende. Die östliche Giebelmauer sowohl des Schiffs als auch des Chores weisen in Traufhöhe noch die zugehauenen Profilsteine zum Anlauf des Gesimses auf; das Traufgesims ansonsten komplett in Ziegelmauerwerk erneuert.
Der über einen abgetrennten Vorraum erreichbare schlichte Kirchensaal war vermutlich von Beginn an mit einer Balkendecke abgeschlossen; die jetzigen Deckenbalken wurden bei der Erneuerung der 1950er Jahre mit Verkleidung aus kassettierten Pressfaserplatten versehen. Schiff und Chor sind durch einen großen Spitzbogen verbunden. An der Nordseite ist die barocke profilierte Laibung des zugesetzten Eingangs zur früheren Sakristei bewahrt. Vor der Westwand des Schiffs ist eine schlichte Empore eingebaut, darauf steht die Orgel in einem älteren Gehäuse. Im Eingangsraum sind seitlich des Gangs noch Teile der hölzernen Unterkonstruktion des Turms von 1529/30 (d) bewahrt. Die Dachkonstruktionen von Schiff und Chor sind komplett erneuert; überkommen ist aber der östliche Schiffsgiebel der Bauzeit mit spitzbogigem Durchgang zum Chordach.

## Ausstattung
Der überwiegende Teil der heutigen Ausstattung (Kanzel, Lesepult, Empore, Gestühl) stammt aus der Zeit des Wiederaufbaus 1956/1957.
Die Taufe wurde in der 2. Hälfte des 19. Jahrhunderts geschaffen und ist ein hölzerner oktogonaler Taufständer in neogotischen Formen.
Die Orgel geht zurück auf ein Werk von 1839 von Friedrich Leopold Morgenstern aus Guben. Der dreiteilige hölzerne Prospekt in neogotischen Formen ist noch erhalten. Das Orgelwerk wurde 1913 von der Firma Albert Kienscherf aus Eberswalde erneuert und 1957 von Karl Gerbig aus Eberswalde nochmals stark überarbeitet. Die Orgel hat zehn Register auf zwei Manualen und Pedal.
Zwei hölzerne, farbig gefasste Schnitzfiguren sind seit 1932 im Stadtmuseum Schwedt ausgestellt; sie stammen vom Ende des 15. Jahrhunderts und waren früher mit einer dritten Figur im Mittelschrein des gotischen Flügelaltars aufgestellt. Sie zeigen Maria mit dem Kind, Höhe 99 cm und den Heiligen Jakobus den Älteren in Pilgerkleidung, Höhe 98 cm.
Die Glocke von 1480 ist aus Bronze mit einem Durchmesser von 94 cm. Am Hals ist eine Inschrift mit Datierung in gotischen Minuskeln; unter dem Schriftband ein hängender Rundbogenfries mit Blattknospen.

## Würdigung
Die Kirche bezeugt die Entstehung des Ortes bereits im 13. Jahrhundert, denn mit ihrem regelmäßigen Quadermauerwerk, den Lanzettfenstern, dem blendengeschmückten Ostgiebel und den frühgotischen Spitzbogenportalen zeigt sie mehrere für diese Entstehungszeit charakteristische Merkmale. Im Hinblick auf die Entwicklungsgeschichte des uckermärkischen Kirchenbaus von Interesse ist die spätere Ergänzung des Turms – eine auch andernorts übliche Praxis der nachträglichen Aufwertung bei Bauten, die in der Gründungsphase wegen beschränkter Mittel zunächst ohne Turm ausgeführt worden waren. Einziges in der Kirche verbliebenes mittelalterliches Ausstattungsstück ist die Glocke von 1480, möglicherweise weckte deren Anschaffung sogar den Wunsch nach einem Turmneubau. Durch ihren erhöhten Standort sowie ihre Bauformen und -materialien bildet die Kirche innerhalb des Dorfs, zusammen mit der umfangreich erhaltenen Kirchhofmauer, einen besonderen Blickfang.